# Wulfhagestraat

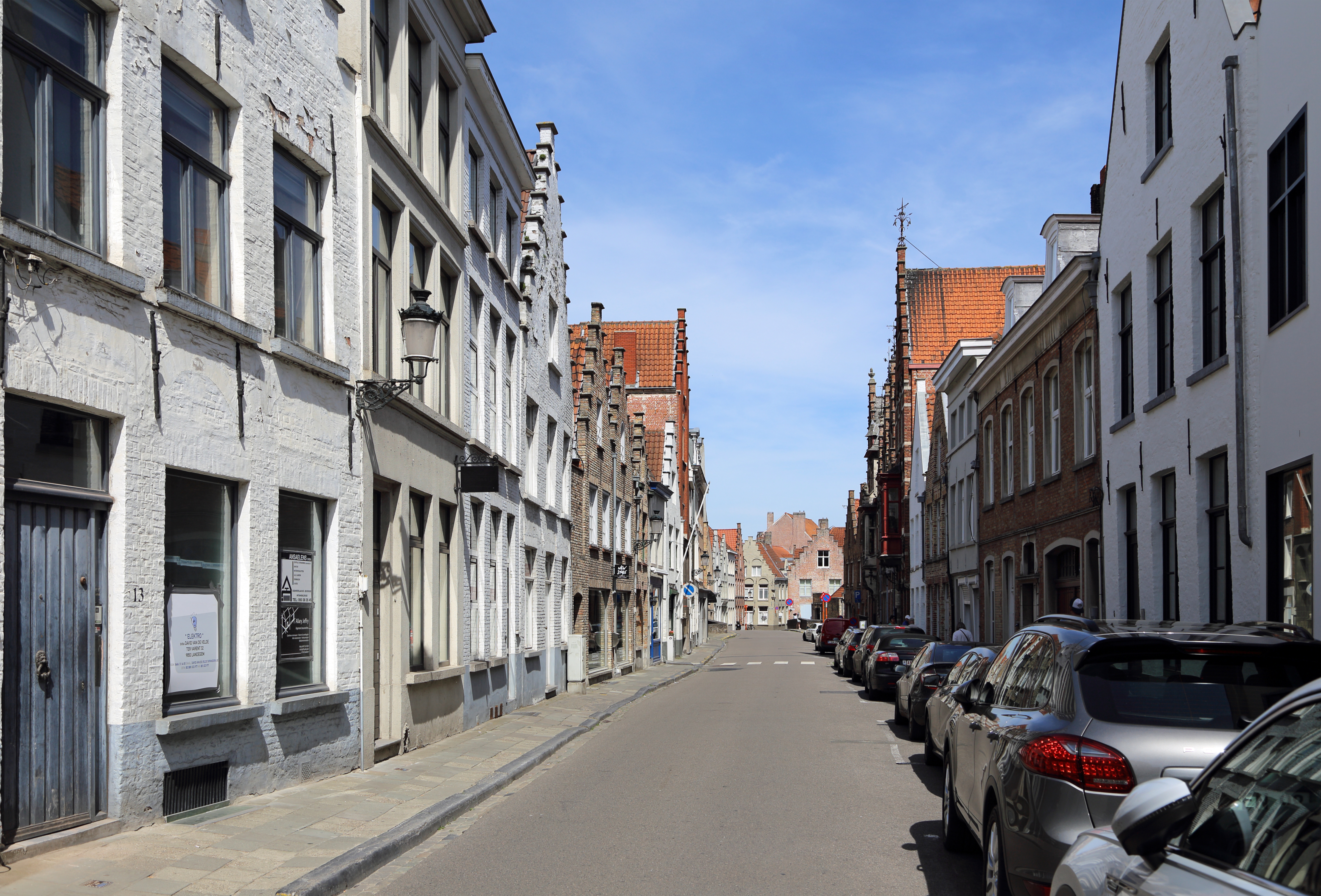
De Wulhagestraat in noordelijke richting

De Wulfhagestraat is een straat in Brugge.

## Beschrijving
De uitleg die over het ontstaan van deze straatnaam wordt gegeven, is dat hier een haag met wilgen stond, die door verbastering van 'wulgen' naar 'wulven' evolueerde. Dit moet alleszins al vroeg zijn gebeurd, gelet op de aanwezige documenten:
- 1284: versus Wulfhaeghe
- 1288: iuxta wulfhaeghe
- 1299: extra Wulfhaeghe
- 1300: de Wulfhaghestrate
- en nog veel andere documenten.

De Wulfhage gaf ook naam aan een Wulfhagebrug (nadien Sleutelbrug), een Wulfhagedam en een Wulfhagemolen. Die molen stond op het einde van de Beenhouwersstraat, wat er meteen aan herinnert dat ook deze straat gedurende een tijd Wulfhagestraat heette. Men sprak toen van de Wulfhaghe toter brugghe en de Wulfhaghe toter veste.
De Wulfhagestraat loopt van de Noordzandstraat naar de Beenhouwersstraat.

## Bekende bewoners
- Charles Gillès de Pelichy
- Christian de la Kethulle de Ryhove